# Dissolució d'imatges
La dissolució d'imatges va ésser un tipus d'espectacle del segle xix, en el qual exhibia la transició gradual de la projecció d'una imatge a una altra mitjançant la llanterna màgica. L'efecte és similar a la fosa del cinema modern. Entre els exemples típics, trobem paisatges que es dissolia del dia a la nit, o de l'estiu a l'hivern. L'efecte s'aconseguia alineant la projecció de dues imatges iguals fent petita la primera mentre s'introduïa la segona. El tema i l'efecte de la llanterna màgica dissolent imatges és molt similar a les pintures populars del teatre diorama, original de París l'any 1822. Els termes "dissolució d'imatges", "imatges dioràmiques" o simplement "diorama" eren sovint intercanviats als pòsters del segle xix.

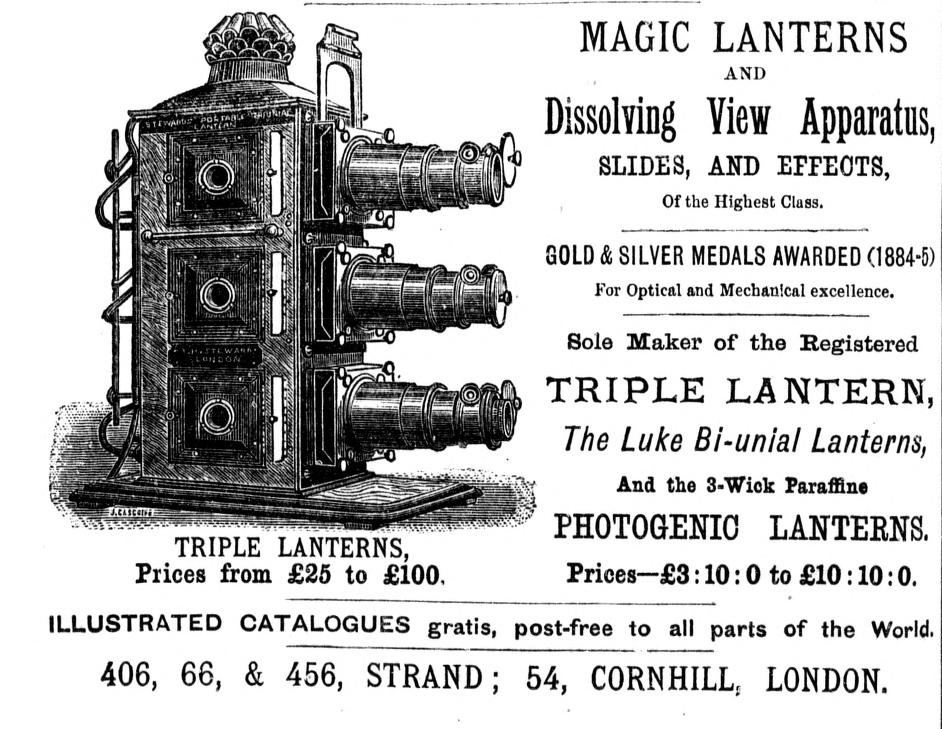
Anunci d'una imatge d'una triple llanterna / aparell de dissolució d'imatges (1886)

Mentre la majoria de les imatges dissoltes mostraven paisatges o monuments arquitectònics amb diferents llums, l'efecte també s'utilitzava per a altres usos. Per exemple, Henry Langdon Childe va mostrar petits boscos convertint-se en catedrals. Un altre exemple molt popular mostra un soldat dormint o somiant al camp de batalla, amb les imatges dissoltes presentant-se com a diferents somnis sobre el seu cap.

## Invenció
L'efecte de la dissolució va ser inventat pel pioner de la fantasmagoria Paul De Philipsthal mentre era a Irlanda l'any 1804. Va pensar en posar dues llanternes per fer que el fantasma de Samuel aparegués de la boira a la representació del Nigromant d'Endor. Mentre treballava en el resultat desitjat, se li va ocórrer utilitzar la mateixa tècnica amb paisatges. Informació sobre les activitats de De Philipsthal a partir de 1804 són molt escasses; per tant, queda poc clar si va incorporar ell mateix aquest efecte abans que ho fessin altres inventors. Els pòsters i cartells de l'època es focalitzen en l'exhibició d'autòmats, a més d'"experiments en òptica, aeronàutica, hidràulica i pirotècnia". Alguns cartells no fan cap menció als efectes òptics. De totes maneres, un diari de 1812 sobre una representació a Londres indica que De Philipsthal va presentar "una sèrie de paisatges (en imitació de la llum de la lluna), els quals canvien insensiblement en vàries escenes provocant un efecte màgic molt especial". Després que altres inventors presentessin les llanternes similars, De Philipsthal va retornar de la seva jubilació al desembre de 1827 amb un espectacle que incloïa "diverses imatges esplèndides (...) que es transformen impercetiblement (com si fos màgia) d'una a l'altra".
Un altre possible inventor és Henry Langdon Childe, qui suposadament va treballar per De Philipsthal. Es diu que ell va inventar la dissolució d'imatges el 1807 i va millorar i innovar la tècnica el 1818. Tot i així, no hi ha cap documentació de Childe representant amb una llanterna màgica abans del 1827. Aquell any va presentar "Scenic Views, showing the various effects of light and shade" amb una sèrie de temes que desenvoluparien en espectacles clàssics, mentre que altres categories ja havien estat temes en el Diorama de Londres anys enrere.
El 1826, el mag escocès M. Henry va introduir el que ja havia anomenat abans "Beautiful Dissolvent Scenes", "imperceptibilitat de les imatges canviants", "dissolució d'imatges" i "Imatges Màgiques" per Machinery, inventada per M. Henry.
L'última menció del terme "dissolució d'imatges" es produeix als cartells del teatre londinenc Adelphi de 1837. Childe va popularitzar la dissolució d'imatges a la Royal Polytechnic Institution (Universitat de Westminster) a principis dels 40.

## Tècnica i equipament
Les llanternes biunials, amb dos equips de projecció òptica en un aparell, van ser produïdes per projectar la dissolució més fàcilment. Probablement, la primera llanterna biunial va ser creada per l'oculista Mr. Clarke i presentada a la Royal Adelaide Gallery el 5 de desembre de 1840. Molts més efectes van sorgir de llanternes triples, com l'efecte de la neu caient per un paisatge verd que aquest s'acaba convertint en la versió nevada de l'hivern.
Un dispositiu mecànic es podia instal·lar a la llanterna màgica, la qual tancava lentament el diafragma de la primera diapositiva mentre, simultàniament, obria el diafragma del segon portaobjectes.
El procés d'impressió en plaques de coure, que va introduir Philip Carpenter el 1823, podria haver ajudat a la creació de diapositives amb traços impresos que després podrien haver-se acolorit per crear imatges dissoltes. No obstant, totes les diapositives dissoltes han estat pintades prèviament a mà.